# ویکتور هامبورگر
ویکتور هامبورگر (انگلیسی: Viktor Hamburger; ۹ ژوئیهٔ ۱۹۰۰ – ۱۲ ژوئن ۲۰۰۱) دانشمند در زمینه رویان‌شناسی اهل آلمان بود.
وی همچنین برندهٔ جوایزی همچون نشان ملی علوم و جایزه لوئیزا گراس هوروویتس شده‌است.